# Us The Two-Headed Horse
Us The Two-Headed Horse er det første studiealbum af det danske rockband Kill Screen Music og blev udgivet 2010. Albummet indeholder bandets første singler Traffic og The Sand Is Washing Us Away.